# تپه چگا گرا
تپه چگا گرا مربوط به عصر آهن ـ دوره تاریخی است و در شهرستان ایلام، بخش مرکزی، دهستان میش خاص، روستای محمودآباد واقع شده است. این اثر در تاریخ ۳۰ دی ۱۳۸۵ با شمارهٔ ثبت ۱۶۹۴۰ به عنوان یکی از آثار ملی ایران به ثبت رسیده است.